# Martin Biron
Martin Gaston Biron, född 15 augusti 1977 i Lac-Saint-Charles, Québec, är en kanadensisk före detta professionell ishockeymålvakt som spelade för New York Rangers i NHL.
Biron skrev på ett två-årskontrakt med Rangers under sommaren 2010.
Han har tidigare representerat Buffalo Sabres, Philadelphia Flyers och New York Islanders.